# Frisiabons
Els frisiabons o frisevons (en llatí Frisiaboni o Frisiabones o Frisaevones) eren un poble suposadament gal o probablement germànic que Plini el Vell situa al nord de la Gàl·lia entre els sunucs i els betasis. La seva ubicació exacta no es coneix, però sembla comprovat que són un poble diferent dels frisis, que vivien en un altre territori.